# محمد القصبجي
محمد القصبجي (15 أبريل 1892 - 26 مارس 1966)، ملحن وموسيقار مصري. أهم أعماله الفنية وأشهرها كانت مع أم كلثوم وأسمهان. يعتبره الكثيرون من الموسيقيين والمؤرخين زعيم التجديد في الموسيقى الشرقية في القرن العشرين وبشكل خاص في المونولوج الغنائي. يعتبر أيضا علم من أعلام العزف على العود في التاريخ القديم والحديث. تتلمذ على يديه وتأثر بفنه عدد كبير من ملحني مصر والعالم العربي.

## نشأته
محمد علي إبراهيم القصبجي ولد بالقاهرة، تخرج من مدرسة المعلمين كان يهوى الفن منذ صغره، نشأ في عائلة موسيقية حيث كان والده علي القصبجي مدرساً لآلة العود وملحناً لعدة فنانين، نما لدى القصبجي حب للموسيقى منذ صغره وتعلق بها، ولكنه لم يحد عن طريق العلم فالتحق بالكتاب وحفظ القرآن الكريم وانتقل إلى الأزهر الشريف حيث درس اللغة العربية والمنطق والفقه والتوحيد، ثم التحق بعد ذلك بدار المعلمين التي تخرج منها معلماً.
كان على القصبجي أن يلتحق بالسلك التعليمي ووالده أراد له احتراف العمل الديني ولكن هواه للموسيقى لم يبرد في صدره، اشتغل بعد تخرجه في مجال التعليم ولكنه لم ينقطع عن الموسيقى، تمكن القصبجي من إتقان أصول العزف والتلحين وساعدت ثقافته العامة في خوض غمار هذا المجال باقتدار وبدأ يعمل في مجال فن، ثم ترك مهنة التدريس وتفرغ تماما للعمل الفني، وكانت أول أغنية له من نظمه وتلحينه ومطلعها «ما ليش مليك في القلب غيرك» وتم تسجيل هذه الأغنية بصوت المطرب زكي مراد والد الفنانة ليلى مراد، وكان أحد مشاهير المطربين في ذلك الوقت، وهنا بدأت رحلة القصبجي الاحترافية في عالم الفن.

## أعماله الفنية
أول عمل تلحيني احترافي له هو دور (وطن جمالك فؤادي يهون عليك ينضام) من كلمات شاعر عصره الشيخ أحمد عاشور، ثم انضم إلى تخت العقاد الكبير عازف القانون بعد أن أعجب به هو والمرحوم مصطفى بك رضا رئيس نادي الموسيقى الشرقية، في عام 1920 اتجه القصبجي اتجاها آخر في تلحين الطقاطيق، والتي كتبها الشيخ يونس منها طقطوقة «بعد العشا» وطقطوقة «شال الحمام حط الحمام» وفي 1923 استمع محمد القصبجي إلى أم كلثوم وكانت تنشد قصائد في مدح الرسول وأعجب بها وفي عام 1924 لحّن أول أغنية لأم كلثوم وهي «آل إيه حلف مايكلمنيش» وظل من ذلك اليوم يعاونها لآخر يوم في حياته، كما ينسب إليه فضل التجديد في المونولوج الغنائي بداية من «إن كنت أسامح وأنسى الآسية» إلى «رق الحبيب» غناء كوكب الشرق أم كلثوم، وقد كان في كل هذه الألحان وغيرها، وباعتراف أبرز الموسيقيين والنقاد، زعيم التجديد في الموسيقى المصرية.
في عام 1927 كوّن القصبجي فرقته الموسيقية التي ضمت أبرع العازفين أمثال محمد العقاد للقانون وسامي الشوا الملقب بأمير الكمان وكان هو عازف العود في الفرقة، ولم يتوقف عند الشكل التقليدي للفرقة الموسيقية العربية فأضاف إلى فرقته آلة التشيلو وآلة الكونترباص وهما آلتان غربيتان.
قدم القصبجي ألحاناً عديدةً للسينما وكان من أكثر الملحنين إنتاجا طوال 50 عاما وقدم للمسرح الغنائي الكثير، فقد قدم لمنيرة المهدية عدة مسرحيات هي: «المظلومة» و«كيد النسا» و«حياة النفوس» و«حرم المفتش» كما قدم لنجيب الريحاني ثلاثة ألحان في أوبريت «نجمة الصباح».
و قام القصبجي أيضاً بتلحين الفصل الأول من «أوبرا عايدة» الذي غنته أم كلثوم في فيلمها عايدة في أوائل الأربعينات وكان محمد القصبجي يتطور ولكن في إطار المحافظة على النغمة الشرقية الأصيلة.
تتلمذ على يديه في العزف على العود الموسيقار محمد عبد الوهاب

### آخر أيامه عازف عود خلف أم كلثوم

محمد القصجبي على العود خلف أم كلثوم، وهي تغني إنت الحب.

على مقعده الخشبي رضي بالجلوس وراء «أم كلثوم» محتضنا عوده لسنوات، مؤثرا أن يكون عضواً كباقي أعضاء فرقتها وهو الموسيقار الكبير، الذي أثرى الموسيقى العربية بالعديد من الأعمال التي كانت سببا في تطورها. هذا هو العملاق محمد القصبجي، الذي لحّن لنجوم الطرب في عصره، بدءاً من منيرة المهدية وصالح عبد الحي ونجاة علي، مرورا بليلى مراد وأسمهان، وانتهاء بكوكب الشرق أم كلثوم، التي عشق العزف على آلة العود في فرقتها ليظل بجوارها، حتى أنه عندما مات في نهاية الستينات ظلت «أم كلثوم» محتفظة بمقعده خاليا خلفها على المسرح تقديرا لدوره ومشواره معها.

## القصبجي وأم كلثوم
لحن محمد القصبجي لأم كلثوم ملا يقل عن 72 أغنية، بينها بعض الأغاني المفقودة، بدأت بأغنية «قال إيه حلف» عام 1924، وانتهت بالأغاني الثلاثة التي لحنها لها في فيلم فاطمة عام 1947. وجميع هذه الأغاني من تأليف أحمد رامي، عدا 5 أغانٍ.
- القصبجي مع أحمد رامي: تُعتبر ثنائية القصبجي مع رامي هي الأغزر إنتاجاً بين الثنائيات الكلثومية، وقد لحن القصبجي لأم كلثوم من تأليف أحمد رامي حوالي 67 أغنية هي: قال إيه حلف، أحبك وإنت مش داري،[8] أيها الفلك، خيالك في المنام، طالت ليالي البعاد، هايم في بحر الحياة، أخذت صوتك من روحي، إن حالي في هواها، أيقظت في عواطفي، البعد طال، تراعي غيري وتتبسّم، تشوف أموري، زارني طيفك، سكتّ والدمع تكلّم، صحيح غرامك، صدق حبك مين يقول، قلبك غدر بي، ما تروق دمك، ولحد إمتى ح تدراي، إن يغب عن مصر سعد، حبيت ولا بانش على، خلي الدموع دي لعيني، إن كنت أسامح، بعدت عنك بخاطري، الشك يحي الغرام، يا روحي بلا كتر أسية، ياللي وفالك قلبي، يصعب عليّ، إنت فاكراني، خاصمتني، عنييّ فيها الدموع، محتار يا ناس، يا عشرة الماضي، يا غائباً عن عيوني، يا فايتني وأنا روحي معاك، ياللي إنت جنبي، ياللي جفاك المنام، ياللي شغلت البال، ليه تلاوعيني، انظري، فين العيون، ليه يا زمان كان هواي، يا طير يا عايش أسير، ياللي ودادك صفا لي، حيرانة ليه يا دموعي، يا ريتني كنت النسيم، ياللي راعيت العهود، يا ما ناديت من أسايا، منيت شبابي، نامي نامي، يا بهجة العيد السعيد، ياللي صنعت الجميل، يا مجد ياما اشتهيتك، يا نجم مالك حيران، الزهر في الروض، طاب النسيم العليل، يا فؤادي غن ألحان الوفاء، ياللي جافيت ارحم حالي، حرمت أقول بتحبيني، ما دام تحب بتنكر ليه، لاح نور الفجر،[9] إحنا وحدنا، أوبريت عايدة (الجزء الأول)، عطف حبيبي، يا قلبي بكرة السفر، رق الحبيب، ياللي انحرمت الحنان.
- القصبجي مع بيرم التونسي: من نظم بيرم التونسي، ولحن القصبجي غنت أم كثلوم يا صباح الخير ياللي معانا، ونورك يا ست الكل.
- لحن أغنية واحدة لكلٍ من: حسين حلمي المانسترلي (تبعيني ليه)، ومصطفى نجيب (الليل أهه طال)، وعلي شكري (ينوبك إيه من تعذيبي).[10]

## وفاته
توفي في 26 آذار (مارس) 1966 عن عمر 74 عاماً قدم فيها للموسيقى العربية آثاراً وإثراءات ثمينة، وأضاف للموسيقى الشرقية ألواناً من الإيقاعات الجديدة والألحان السريعة والجمل اللحنية المنضبطة والبعيدة عن الارتجال، كما أضاف بعض الآلات الغربية إلى التخت الشرقي التقليدي، اعتبره كثيرون الموسيقي الأفضل متفوقاْ بذلك على أسماء أخرى كبيرة كسيد درويش وعبد الوهاب.

## تواريخ هامة في حياة القصبجي
- عام 1892 ميلاد محمد القصبجي، نفس العام الذي ولد فيه سيد درويش.
- عام 1923 محمد عبد الوهاب يتعلم العود على يد محمد القصبجي.
- عام 1924 اللقاء الأول بين أم كلثوم والقصبجي في أغنية «قال إيه حلف».[7]
- عام 1927 القصبجي يكوّن فرقته الموسيقية من أمهر العازفين.
- عام 1928 أم كلثوم تقفز لِقمّة الغناء بألحان محمد القصبجي وأشهر أغنياتها «إن كنت أسامح».
- عام 1933 أسمهان تعني للقصبجي لأول مرة.
- عام 1942 فشل فيلم عايدة،[7] وبداية نهاية علاقة التلحين بين أم كلثوم والقصبجي.
- عام 1944 القصبجي يلحن لأم كلثوم إحدى أشهر ألحانه «رق الحبيب». وهي الأغنية الوحيدة التي غنتها أم كلثوم للقصبجي بين عامي 1942، و 1947.[5]
- عام 1947 أم كلثوم تغني لآخر مرة من ألحان القصبجي ثلاث أغان من فيلم فاطمة.[5] وليلى مراد تغني الأغنية الشهيرة «أنا قلبي دليلي».

## الإرث
قدّم الموسيقار محمد القصبجي أعمالاً سابقة لعصرها في الأسلوب والتكنيك، وأضاف للموسيقى الشرقية ألواناً من الإيقاعات الجديدة والألحان سريعة الحركة والجمل اللحنية المنضبطة البعيدة عن الارتجال، والتي تتطلب عازفين مهرة على دراية بأسرار العلوم الموسيقية، كما أضاف بعض الآلات الغربية إلى التخت الشرقي، كل هذا أدى إلى ارتفاع مستوى الموسيقى والموسيقيين أيضا، وبالإضافة إلى الأجواء الرومانسية الحالمة التي أجاد التحليق فيها اكتسبت ألحان القصبجي شهرةً واسعةً وجمهوراً عريضاً ويمكن القول بأنها حملت أم كلثوم إلى القمة.
كانت أصوات أم كلثوم وفتحية أحمد وأسمهان بالنسبة إليه وسائط جيدة قدم من خلالها ما أراد للجمهور، وقد ساهم هو في صنع تلك الأسماء بلا شك، أما موسيقاه التي لم تقترن بأصوات كمقدمات الأغاني
1. مرحبا وما تخللها من مقاطع أو كمقطوعات موسيقية فقد جسدت مثالاً لما يطمح إليه من تطوير وقد برع في تقديم أفكار موسيقية جديدة فتحت الباب للتنويع والابتكار.

ومن مقطوعاته الموسيقية مقطوعة بعنوان ذكرياتي غير فيها القالب التركي القديم من ميزان السماعي إلى إيقاعات متنوعة وإن احتفظ فيها بالتسليم الذي تعود إليه الموسيقى في النهاية، وتباينت مقاطعها بين الوحدة الكبيرة والعزف المنفرد على العود غير المصحوب بإيقاع، وفي النهاية مقطع شبيه باللونجا، وتطلبت تكنيكا جديدا في العزف وهي مقطوعة قلما لا يعرفها عازف عود أو الكمان.
وللقصبجي أسلوب فريد اتسم بالشاعرية وقد اختار لألحانه أفضل الكلمات وأرقها، وقد اجتذب على الأخص جمهور المثقفين والطبقة المتوسطة التي كانت آخذة في النمو في ذلك الوقت،
وعلى طريق تطوير الأداء الموسيقى استخدم القصبجي آلات غربية مستحدثة على التخت الشرقي فأضاف صوت آلة التشيلو الرخيم والكونترباص المستعملتين في الأوركسترا الغربية من العائلة الوترية ذات الحجم الكبير، وهذه الآلات لا تصاحب المغني في أدائه على عكس بقية أعضاء التخت، وإنما تصدر نغمات مصاحبة في منطقة الأصوات المنخفضة مما يعطي خلفية غنية للحن الأساسي، مما أعطى عمقا لأداء الفريق لم يعهد من قبل في الموسيقى الشرقية التي طالما اعتمدت على التخت الشرقي البسيط المكون عادة من العود والكمان والقانون والناي بالإضافة إلى آلة إيقاع، وهذه الإضافة تدلنا على أن محمد القصبجي كانت له طموحات موسيقية جاوزت حد التلحين والغناء وأنه أراد تطوير الأداء وتقديم الجديد في الموسيقى
كان محمد القصبجي صاحب مدرسة خاصة في التلحين والغناء ولم يقلد أحدا في ألحانه، وقد صنع في ألحانه نسيجاً متجانساً بين أصالة الشرق والأساليب الغربية المتطورة فكان بذلك مجددا ارتقى بالموسيقى الشرقية نحو عالم جديد، واهتم كثيرا بالعنصر الموسيقى إلى جانب العنصر الغنائي في أعماله.
وكما هو الحال مع الرواد فإن ألحان القصبجي ما زالت تردد لليوم، وكثير من أغاني القصبجي شائعة ومحبوبة لخفة ألحانها ورشاقتها وسهولة أدائها، وقد لا تتعرف الأجيال الجديدة على أسماء الملحنين القدامى رغم تعرفها على أغانيهم، لكننا هنا نلقى الضوء على أسمائهم وأعمالهم حتى تكتمل المعرفة ويرد الجميل إلى صاحبه، ومن أشهر ألحان القصبجي يا بهجة العيد السعيد، مدام تحب بتنكر ليه، ورق الحبيب لأم كلثوم، وليت للبراق عينا وإمتى حتعرف لأسمهان، أثبت محمد القصبجي قدرته على تغيير الفكر الموسيقى وأسلوب الأداء بما يجعل إضافاته أساسا بعد ذلك يأخذ به من بعده، وسجل بذلك اسمه في سجل الخمسة الكبار .

## وصلات خارجية
- محمد القصبجي على موقع ميوزك برينز (الإنجليزية)
- محمد القصبجي على موقع ديسكوغز (الإنجليزية)